# Вільхівці-Лази
Вільхівці-Лази — село в Україні, у Вільховецькій сільській громаді Тячівського району Закарпатської області.
На північний схід від Вільхівців–Лазів, на однойменній  горі – городище давньоруського часу.
Перша згадка у 1848 році
В 80-х роках XIX століття в східній частині села були знайдені поклади кам’яної солі, яку використовували не тільки у власних потребах, а й для продажу, обміну. І сьогодні це урочище Ропа. (Зараз це територія села Вільхівці-Лази). До речі село Вільхівці-Лази виникло внаслідок освоєння вільхівчанами земель в лісах. Лази – освоєні землі, називали в давнину наші предки. Щоб добратися до Лазів потрібно було пройти через гори, перевал. В цьому місці люди підвозили дорогу. Отже, звідси і назва Підвізний. 

## "Банкова дичка"
Є дані, що дуже давно в Узному находили вугілля і копали його. В цьому місці біля дороги росте дерево – пам’ятка природи Банкова дичка. Ось історія цієї груші.
Десь 160 років тому в селі Бедевля померли батьки в одного хлопчика.
Звали його Василем Банком. Щоб не залишати сироту напризволяще, взяла дитину на виховання родичка з Вільхівців.
Тяжко було сирохманові між чужими людьми. Терпів і голод, і холод, і важку працю. Та був сильним, розумним і працьовитим.
Пройшов час хлопець одружився з дочкою багатого газди. Дали за молодою посяг – часть – землю в Узному. (Так називалося урочище, що вело до Углі, мабуть тому, що там було найвужче місце між горбами). Молоді господарювали, та щось не складалося в їхньому газдівстві.
Одного разу знайшов Василь дичку в лісі. Вирішив посадити її при дорозі. Грушка прижилась, почала буйно рости. Та ось біля неї стали творитися дивні речі. Ходять легенди що не раз коні не могли зрушити воза з місця, казали, що то нечистий сідав на віз і не пускав. Вівчарі женучи вівці в полонини, спостерігали , як вся отара ставала або розбігалася в різні боки, а вівці несамовито бляяли. Потерпали і від «непивного» і поодинокі подорожні, якщо опинялися біля груші пізно в ночі.
В роки Другої світової війни біля груші застрягли німецькі гармати.
Там їх і розбили радянські війська.
«Непивне» (нечиста сила) пропала лише тоді, коли Василь Банк виділив землю під сільське (мирховище) кладовище для худоби. Кажуть що відтоді пропало непивне, тай худоба почала здихати менше.
Банкова дичка є стратегічним орієнтиром. Вона була позначена на військових «мапах» . Також є відмічена на карті села.
Сільська молодь і в наш час придумує розіграші біля груші: одягають білі простирадла і крокують на худлях.
З 2000 року на грушу поклали ще одну функцію. Вона стояла календарем третього тисячоліття, висвічуючи гірляндами рік, який настає. Хоч вона вже стара та дупласта, віриться, що простоїть вона ще не одне десятиліття, стане свідком розквіту села.
І теперішнє і наступні покоління будуть оберігати цей природний та історичний пам’ятник.

## Храми
Церква св. Юрія. 1937, 1982.
У міжвоєнний період у селі були дві православні церкви. Одна з них, можливо, Вознесенська, була, споруджена, як розповідають, на цвинтарі в 1923 p., а землю для церкви та кошти дав Стефан Божа. Це була зрубна церква з дуба, хрестова в плані, вкрита бляхою. Церкву розібрали за радянської влади в кінці 1950-х років. (як розповідають, з неї побудували школу, і була вона уніатська, а не православна)
Разом з тим відомо, що восени 1937 р. освятили церкву, збудовану на кошти Івана Божі, який також купив і дзвін. Можливо, йдеться про сільську дерев’яну церкву св. Юрія, що була вкрита драницями.
Близько 1982 р. за куратора Стефана Божи-молодшого дерев’яну церкву обмурували цегляними стінами, залишивши старий дах, і таким чином спорудили нову церкву, а зруби розібрали. Іконостас зробив Йосип Довганіч у 1985 р. Двоє інших Довганичів виконали малювання у церкві. Малювання на стінах – робота Василя Кризини. Дзвін виготовлено в 1936 р.

## Туристичні місця
- На північний схід від Вільхівців–Лазів, на однойменній горі – городище давньоруського часу.
- поклади кам’яної солі. урочище Ропа
- Банкова дичка 
- храм св. Юрія. 1937, 1982. 
- дуже давно в Узному находили вугілля і копали його

## Населення

### Мова
Розподіл населення за рідною мовою за даними перепису 2001 року:
| Мова       | Кількість | Відсоток |
| ---------- | --------- | -------- |
| українська | 3204      | 99.66%   |
| російська  | 8         | 0.25%    |
| білоруська | 2         | 0.06%    |
| румунська  | 1         | 0.03%    |
| Усього     | 3215      | 100%     |

| Україна | Це незавершена стаття з географії України. Ви можете допомогти проєкту, виправивши або дописавши її. |

1. ↑  Рідні мови в об'єднаних територіальних громадах України — Український центр суспільних даних